# Zygmunt Głuszek
Zygmunt Głuszek (ur. 22 maja 1928 w Warszawie, zm. 25 kwietnia 2022) – polski dziennikarz i działacz sportowy, uczestnik powstania warszawskiego .

## Życiorys
Jako dziennikarz zadebiutował w 1949 na łamach Życia Warszawy. Od 1952 pracował w Przeglądzie Sportowym, gdzie zajmował się głównie lekkoatletyką. W latach 1971–1981 redaktor naczelny miesięcznika „Lekkoatletyka”. Działacz PZLA. Od 1952 roku był członkiem ATFS, a od 1962 Międzynarodowego Stowarzyszenia Historyków Lekkoatletyki (SHIWA) .

## Działalność publicystyczna
Był publicystą sportowym. W 1971 opublikował książkę Polscy olimpijczycy . Zasiadał również w komitecie redakcyjnym Małej encyklopedii sportu wydanej przez wydawnictwo Sport i Turystyka w Warszawie w latach 1984–1987 .

## Odznaczenia
Odznaczony został Krzyżem Walecznych . W 2009 w uznaniu zasług dla Stolicy Rzeczypospolitej Polskiej uhonorowany został Nagrodą Miasta Stołecznego Warszawy.
Pochowany na Cmentarzu Wojskowym na Powązkach (kwatera D 18 KOL PRAW B-7-3).

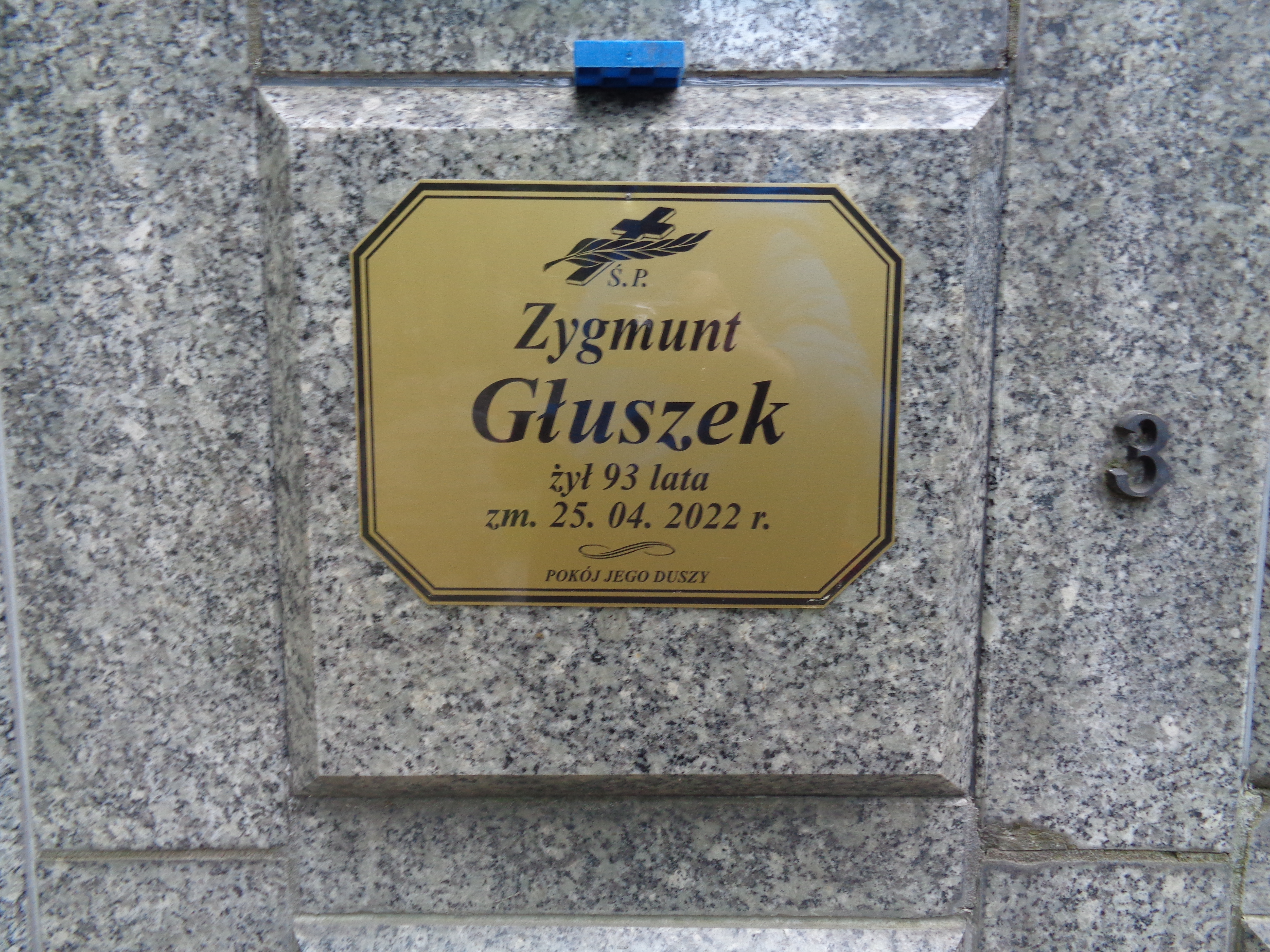
Nagrobek Zygmunta Głuszka na Cmentarzu Wojskowym na Powązkach